# Mixto Esporte Clube
O Mixto Esporte Clube, é um clube esportivo brasileiro da cidade de Cuiabá, capital de Mato Grosso. Tem como cores oficiais o  preto e o branco. É considerado o time de maior torcida do estado e é o maior vencedor do Campeonato Mato-Grossense, com 24 conquistas 
, sendo um dos dois únicos times a ter conquistado um tetracampeonato - em duas oportunidades, de 1951 a 1954 e de 1979 a 1982. O outro foi o Cuiabá de 2021 a 2024. Participou de oito Campeonatos Brasileiros entre 1976 e 1985.

## História
O Mixto Sport Club(grafia da época) foi fundado em 20 de Maio de 1934, num casarão colonial situado à Rua Sete de Setembro, no Centro de Cuiabá, local este onde funcionava a "Livraria Pepe". Neste local se reuniram Maria Malhado, Gastão de Matos, Naly Hugueney de Siqueira, Avelino Hugueney de Siqueira (Maninho), e Zulmira Dandrade Canavarros. Estes decidiram fundar um clube que integrasse homens e mulheres para o entretenimento eclético, cultural e esportivo, algo considerado incomum uma vez que a maioria dos clubes esportivos eram compostos apenas por homens.

### As Raízes do clube
O Mixto teve raízes  ou inspirações vindas de dois clubes: um era o Clube Esportivo Feminino, fundado em 1928 por moças cuiabanas lideradas por Zulmira Canavarros, em razão do esporte e da cultura, realizando saraus e reuniões de leitura de literatura em geral. O outro era o Clube Esporte Pelote era liderado por Nali Hugueney  e possuía um time de vôlei, este último existe até hoje. Com a fundação do Mixto, os rumos foram novamente separados, sendo este dedicado ao esporte, trazendo consigo o ideal do Pelote, enquanto o Feminino foi ao lazer musical.

### A origem do nome e as cores

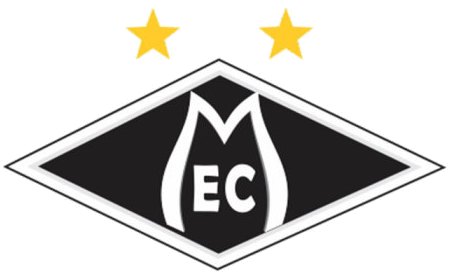
Escudo antigo

Assim que o clube foi idealizado, os seus fundadores discutiram sobre o nome e as cores da nova agremiação. O que chegou ao consenso foi a escolhe no nome "Mixto" (palavra que, após reformas ortográficas, atualmente é escrita "Misto"), em função da ideologia do clube de agregar homens e mulheres além do ecletismo no lazer e no esporte. Para suas cores foram escolhidos o branco e o preto, consideradas pelos fundadores como opostas e essenciais.

### A Construção da sede
A prioridade dos fundadores e também dos primeiros associados do clube, que apresentava bom crescimento, era construir o patrimônio da instituição. Assim, levantaram fundos para investir na construção da sede social e também de espaços para recreação e prática de esportes. Assim, foi adquirido um imóvel de propriedade de João Batista de Oliveira, o "Batinga"; esta propriedade situada na Rua Cândido Mariano contava com um pequeno alojamento, cercado por um muro. Depois, em 18 de Setembro de 1934 foi inaugurada a quadra de esportes.

## Anos 2000

### 2001
No ano de 2001 o Mixto Esporte Clube participou da Copa do Brasil. Na 1ª fase passou pelos mineiros do URT após derrota por 1 a 2 e vitória por 2 a 0. Na 2ª fase enfrentou o Juventude e, após a derrota por 3 a 0 em Caxias do Sul, foi eliminado com o empate em 1 a 1 em Cuiabá.

### 2005
Nesta temporada o clube fez um grande investimento (em torno de R$300 mil), considerado o maior em sua história, para a disputa do Campeonato Estadual, porém, acabou sendo o primeiro eliminado da competição entre os 14 participantes.

### 2008
Em 2008, depois de altos e baixos no estadual, o clube conseguiu a classificação de forma heroica, na primeira fase, como líder do grupo com cinco vitórias e três empates em oito jogos, e assim se classificou para a segunda fase. Na segunda fase se classificou com o segundo lugar do grupo com três vitórias, um empate e duas derrotas em seis jogos. Na terceira fase, foi líder do grupo, com três vitórias, um empate e duas derrotas. Na final enfrentou o União Rondonópolis, no primeiro jogo em casa, acabou em empate sem gols, no segundo, venceu por um a zero, com gol de Evandro, conquistando seu 24º título estadual.

### 2009 - Rebaixamento na Série C
No estadual passou na primeira fase, mas parou na segunda, sendo assim deu adeus à disputa pelo bicampeonato. Ainda no primeiro semestre disputou a Copa do Brasil de 2009, enfrentando o Paraná Clube, na partida de ida perdeu em casa por 2 a 1, na volta surpreendeu o adversário e venceu pelo mesmo placar, porem, perdeu a vaga nos pênaltis com derrota por 4 a 2. Depois, fez parte do Campeonato Brasileiro de Futebol de 2009 - Série C, trazendo "medalhões" do futebol como Finazzi, com um bom investimento, porem, de nada adiantou e o clube acabou sendo rebaixado com a campanha de 2 vitórias, 1 empate e 5 derrotas.

### 2010
Em 2010, o clube, acertou a contratação do treinador Roberto Cavalo, vindo do Paraná, e jogadores experientes, como o meia-atacante Adriano Gabiru (marcou o gol que deu ao Internacional o título da Copa do Mundo de Clubes da FIFA de 2006), o volante Perdigão e o lateral Luizinho Neto. Depois de três rodadas do estadual, o time não teve um bom rendimento, então Adriano Gabiru, Perdigão e Luizinho Neto foram dispensados. O clube acabou eliminado ainda na primeira fase e ficou em 11º lugar entre 15 participantes.
O clube participou também do Campeonato Brasileiro de Futebol de 2010 - Série D. Na 1ª fase se classificou com louvor obtendo 5 vitórias e 1 empate sendo o melhor classificado geral da competição até aquele momento. Depois, foi considerado favorito ao enfrentar o América de Manaus na 2ª fase, estando invicto por 12 jogos na temporada. A invencibilidade caiu em Manaus, após expulsão de Parral ainda aos 14 do 1º tempo, o Mixto recuou, teve boas chances, chegou a abrir o placar mas foi derrotado por 3 a 1. Em Cuiabá, o time alvinegro lutou, chegou a abrir 3 a 0, porem, a equipe amazonense descontou duas vezes, obrigando o Mixto a fazer mais 2 gols mas o time cuiabano fez apenas mais um e caiu pelo critério dos gols fora.

### 2012 e 2013: Participações na Série D
Na Série D de 2012 fez boa campanha se classificando ao mata mata. Nas oitavas de finais eliminou o Remo. Nas quartas de finais foi eliminado pelo Sampaio Corrêa.
Na Série D de 2013 novamente fez boa campanha se classificando ao mata mata. Nas oitavas de finais eliminou o Resende. Nas quartas de finais foi eliminado pelo Tupi.

### 2014
Em 2014 a temporada parecia promissora, com promessas de investimentos e até contratações de algum renome como a de Furlan, ídolo do time e Ruy Cabeção. Porem o desempenho do time foi irregular, depois de ter a 3ª melhor campanha geral na primeira fase, acabou eliminado nas Quartas de Final pelo Cuiabá, ficando apenas em 5º lugar na classificação geral.
Na temporada participou também da Copa do Brasil, enfrentando o Santos. O jogo de ida marcou a inauguração da Arena Pantanal, realizado em 2 de Abril, o Mixto segurou um honroso empate em 0 a 0 diante de 13.194 torcedores pagantes. </ref> No jogo de volta, em Santos, o "Tigre" acabou derrotado por 3 a 0 e dando adeus à competição.
Após as eliminações no estadual e na Copa do Brasil, a temporada do Mixto estava oficialmente encerrada, porem, o pior dela foi 
no extra-campo: no dia em que completava 80 anos de fundação, o clube viu seu então presidente Eder Moraes foi preso. Moraes havia sido Secretário de Estado de Fazendo e teria usado dinheiro de esquema para investir no clube. O clube teria recebido cerca de R$700 mil proveniente do esquema, dinheiro que teria sido utilizado para contratar jogadores. Cerca de 2 meses depois de ser preso Moraes renunciou à presidência do clube que foi assumido interinamente por Cristino Batista, membro de um grupo intitulado "Grupo Gestor" que trabalhou para reformular o estatuto e promover nova eleição. No dia 21 de Novembro de 2014, Paulo César "Gatão" foi eleito o  novo Presidente.

### SAF
Em 20 de Fevereiro de 2022 o clube aprovou em assembleia geral o projeto de se tornar uma Sociedade Anônima do Futebol (SAF). A partir de então o futebol do clube passou a ser administrado por João Dorileo Leal, dono do Grupo Gazeta do Comunicação, e também pelo ex-senador, radialista e jornalista, Antero Paes de Barros. Por contrato foram estabelecidas metas como acesso à primeira divisão do estadual, investimentos estruturais, fortalecimento da base e também a quitação das dividas.

## Rivalidades
Operário VG
O Mixto Esporte Clube tem como seu maior rival o Clube Esportivo Operário Várzea-Grandense, protagonizando com ele aquele que é considerado por muitos o maior clássico do Mato-Grosso, o "Clássico dos Milhões".
Cuiabá
O Tigre da Vargas criou uma rivalidade mais recente com o Cuiabá Esporte Clube, na disputa pelos títulos estaduais, num confronto conhecido como "Derbi Cuiabano".
Dom Bosco
Com o Clube Esportivo Dom Bosco,o alvinegro faz o clássico mais antigo de Mato Grosso, o confronto entre a elite cuiabana(Dom Bosco) e o povão(Mixto), chamado "Clássico Vovô".

## Estrutura
O Mixto já foi chamado de "Alvinegro da Getúlio Vargas", devido à sua sede ser localizada nessa avenida, no centro de Cuiabá. Hoje ela se encontra desativada, com as decisões administrativas sendo tomadas em um "escritório" do clube localizado no Edifício American Business Center.
Centro Ranulpho Paes de Barros
Em 20 de Maio de 2022, ao comemorar seu 88º aniversário, o Mixto inaugurou o Centro Ranulpho Paes de Barros de Formação. O clube, gerido pelos jornalistas Dorileo Leal e Antero Paes de Barros, deu este nome em homenagem ao seu fundador e ex-presidente. A estrutura que serve para atender todas as categorias de futebol do clube, contava no dia da sua inauguração com dois campos com medidas oficiais, 14 apartamentos, academia, salas de fisioterapia,  consultório odontológico, sala de jogos, auditório e setor administrativo. Depois ainda seriam construídos mais dois campos de futebol society que serviriam para locação, uma quadra de areia para futevôlei, ginásio poliesportivo e uma sala de troféus.
Veículos
Em 2023 o clube apresentou ao público a aquisição de um micro-ônibus de 33 lugares, que servirá para conduzir os atletas e comissão técnica aos jogos. O ônibus ganhou o apelido de "Tigre Bus" e custou em torno de R$500 mil. Além disso, o clube também adquiriu duas vans de 18 lugares, que ajudariam no deslocamento até o CT Ranulpho, custando R$600 mil no total. Ao todo o clube terá investido 1,1 milhões nessas aquisições.

## Títulos
| Nacionais (feminino) | Nacionais (feminino)                         | Nacionais (feminino) | Nacionais (feminino) |
|                      | Competição                                   | Títulos              | Temporadas |
|                      | Campeonato Brasileiro de Futebol Feminino A3 | 1                    | 2023 |
| Regionais            | Regionais                                    | Regionais            | Regionais |
|                      | Competição                                   | Títulos              | Temporadas |
| -------------------- | -------------------------------------------- | -------------------- | --- |
|                      | Torneio Centro-Oeste                         | 1                    | 1976 |
| Estaduais            |                                              |                      | |
|                      | Competição                                   | Títulos              | Temporadas |
|                      | Campeonato Mato-Grossense                    | 24                   | 1943, 1945, 1947, 1948, 1949, 1951, 1952, 1953, 1954, 1959, 1961, 1962, 1965, 1969, 1970, 1979, 1980, 1981, 1982, 1984, 1988, 1989, 1996 e 2008 |
|                      | Copa FMF                                     | 3                    | 2012, 2018 e 2023 |
|                      | Campeonato Mato-Grossense - 2ª Divisão       | 2                    | 2009 e 2022 |

### Outras conquistas
- Torneio Centenário de Corumbá

Campeão (1): 1957
- Torneio 8 de Abril

Campeão (1): 1967
- Torneio Início

Campeão (1): 1969
- Taça Cuiabá

Campeão (1): 1969
- Copa Integração Presidente Médici

Campeão (1): 1973

## Estatísticas

### Participações
|  | Participações em 2025 |

| Competição  | Competição                | Temporadas | Melhor campanha             | Estreia | Última | P | R |
| Mato Grosso | Campeonato Mato-Grossense | 73         | Campeão (23 vezes)          | 1943    | 2025   |   | 2 |
| Mato Grosso | 2ª Divisão                | 3          | Campeão (2009 e 2022)       | 2009    | 2022   | 2 |   |
| Mato Grosso | Copa FMF                  | 16         | Campeão (2012, 2018 e 2023) | 2004    | 2023   |   |   |
|             | Copa Verde                | 1          | Oitavas-de-final (2014)     | 2014    | 2014   |   |   |
| Brasil      | Campeonato Brasileiro     | 8          | 14º colocado (1985)         | 1976    | 1985   |   | 2 |
| Brasil      | Série B                   | 6          | 6º colocado (1982)          | 1971    | 1989   | – | – |
| Brasil      | Série C                   | 5          | 15º colocado (2008)         | 1988    | 2009   | – | 1 |
| Brasil      | Série D                   | 5          | 6º colocado (2013)          | 2010    | 2025   | – |   |
| Brasil      | Copa do Brasil            | 9          | Oitavas-de-final (1989)     | 1989    | 2026   |   |   |

## Símbolos
O Mixto Esporte Clube é alvinegro e em sua camisa destaca-se uma faixa diagonal, descendo da esquerda para a direita, lembrando os uniformes da Ponte Preta e do Vasco da Gama. Tem como mascote um tigre. Devido a isso, e sua antiga sede na avenida Getúlio Vargas, o Mixto é conhecido como "Tigrão da Vargas" e "Alvinegro da Getúlio Vargas".

### Hino
O hino oficial do clube foi composto por Zulmira Canavarros, uma das fundadoras, em um piano, junta ao acadêmico Ulisses Cuiabano e o poeta Franklin Cassiano. Zulmira era musicista e atuou como pianista no Cine Parisiense; também escrevia para o teatro, dirigindo 18 peças.